# Epamera silanus
Epamera silanus är en fjärilsart som beskrevs av Smith 1889. Epamera silanus ingår i släktet Epamera och familjen juvelvingar. Inga underarter finns listade i Catalogue of Life.